# 小池沙紀
小池 沙紀（こいけ さき、1992年1月25日 - ）は、日本のプロボウラー。JPBA第49期生。ライセンスNo.542（2016年交付）。長崎県長崎市（元西彼杵郡）香焼町出身。アミュージアム高松所属。用具契約はABSアメリカンボウリングサービス。

## 人物
2016年に実施された第49回女子プロボウラー資格取得テストにてトップ合格を果たし、5月に行われたデビュー戦で予選を通過、10月に行われたラウンドワンカップで敗れたものの自己最高の準優勝の成績を残す等の活躍で、ポイントランキング12位に入り、1年目でトップシード入りを決めた。2017年の新人戦でプロ入り初優勝。2年連続でトップシード。
Pリーグのキャッチフレーズは「長崎発！ポジティブ娘」。Pリーグは第8シーズンから出場、シーズン第1戦（第64戦）は6ショット落ちで出場できず。第2戦（第65戦）でデビュー、デビュー戦の1回戦で松永裕美プロに4ピン差で勝利し、続く準決勝は鶴井亜南に1ピン差で惜敗も姫路麗に勝利し、ワイルド・カードで決勝進出を決めた。初の決勝戦は第3位。初優勝は3回目の出場で、ワイルドカードで2回目の決勝戦進出の第9シーズン第1戦（第67戦）で松永裕美・小林あゆみ（Pリーグ・公式戦共に複数回の優勝経験者）との対戦で。続く第9シーズン第2戦（第68戦）も優勝し、4人目の連覇を達成(初優勝からの連覇は松永・小泉に次いで3人目、連覇は松永・吉田・小泉に次ぐ)。2回目の優勝は4回目の出場での達成はＰリーグ最速タイ。（過去に当時アマチュアの大石奈緒のみ）
2020年～2021年通しシーズンのポイントランキングが15位だったが、産休を理由に2022年シーズンのシード権を辞退。
2023年2月16日開催のROUND1 GRAND CHAMPIONSHIP BOWRING2023予選ラウンドC会場（ラウンドワン高松店）よりトーナメントに復帰。
2023年3月14日開催の予選ラウンドE会場（ラウンドワン岡山妹尾店）に於いて姉の小松渚と共に予選を通過し決勝大会進出を決めた。
兄・小池和久、姉・小松渚もプロボウラーである。

## プロ入り後の戦績

### 2016年
- 中日杯2016東海オープン 6位
- ROUND1Cup Ladies 2016 2位
- 第39回JLBCプリンスカップ　7位

### 2017年
- 公益社団法人日本プロボウリング協会創立50周年記念大会 第4位
- 第33回六甲クィーンズオープントーナメント 7位
- 2017プロボウリングレディース新人戦 優勝

### 2019年
- ROUND1　GCSB2019決勝大会　9位

### 2020年
- 第1回大岡産業レディースオープントーナメント　2位

### 2021年
- JPBA　WOMENS ALL★STARGAME2021　9位
- 第37回六甲クイーンズオープントーナメント　2位

## Pリーグでの成績
- 第65戦 第3位
- 第67戦 優勝
- 第68戦 優勝
- 第9シーズンチャンピオン決定戦 優勝
- 第79戦 第2位